# Cantó de Beuzeville
El cantó de Beuzeville és un cantó francès del departament de l'Eure, situat al districte de Bernay. Té 16 municipis i el cap es Beuzeville.

## Municipis
- Berville-sur-Mer
- Beuzeville
- Boulleville
- Conteville
- Fatouville-Grestain
- Fiquefleur-Équainville
- Fort-Moville
- Foulbec
- La Lande-Saint-Léger
- Manneville-la-Raoult
- Martainville
- Saint-Maclou
- Saint-Pierre-du-Val
- Saint-Sulpice-de-Grimbouville
- Le Torpt
- Vannecrocq

## Història
| Data d'elecció                           | Identitat            | Partit                                    | Qualitat |
| ---------------------------------------- | -------------------- | ----------------------------------------- | -------- |
| 1945-1954                                | Marius Huchon        | Divers gauche                             |          |
| 1954-1985                                | Joseph Métral        | Radical, després MRG, després UDF-radical |          |
| 1985-1992                                | Henri Pinçon         | Divers droite                             |          |
| 1992-1998                                | Joseph Métral        | UDF-radical                               |          |
| 1998-                                    | Jean-Pierre Flambard | PS                                        |          |
| les dades anteriors no són pas conegudes |                      |                                           |          |
|                                          |                      |                                           |          |

## Demografia
| A partir de 1990: Població sense dobles comptes |